# فرانسیسکو سیلوا
فرانسیسکو سیلوا (اسپانیایی: Francisco Silva‎؛ زاده ۱۱ فوریهٔ ۱۹۸۶) یک بازیکن فوتبال اهل شیلی است.

## تیم ملی
وی همچنین در تیم ملی فوتبال شیلی بازی کرده‌است.